# Derry Girls
Derry Girls es una serie de televisión británica e irlandesa, creada y escrita por Lisa McGee y producida por Hat Trick Productions para Channel 4 entre 2018 y 2022, con un total de tres temporadas.
La serie es una comedia de situación juvenil que se desarrolla en la ciudad de Derry en la década de 1990, con un guion inspirado en la propia vida de McGee. Sus protagonistas son cinco jóvenes adolescentes que estudian en un colegio católico femenino y se enfrentan a situaciones propias de la adolescencia. Si bien las líneas argumentales de Derry Girls son ficción, están marcadas por hechos reales del conflicto norirlandés y del inicio del proceso de paz en la década de 1990.
La primera temporada se estrenó el 4 de enero de 2018 en Channel 4 y se convirtió en la comedia más exitosa del canal desde Father Ted, mientras que la plataforma Netflix se hizo con los derechos de emisión a nivel mundial. La tercera y última temporada quedó pospuesta durante dos años debido a la pandemia de COVID-19, pero el rodaje terminó a finales de 2021 y pudo estrenarse en abril de 2022. El final de la serie, emitido en mayo del mismo año, es un capítulo especial de 45 minutos que está enmarcado en el referéndum del Acuerdo de Viernes Santo.

## Argumento
Derry Girls está ambientada en la vida de cinco adolescentes de Derry, Irlanda del Norte, que estudian en un colegio femenino de monjas católicas. La protagonista es Erin Quinn, una joven ambiciosa y sarcástica, y el resto del grupo está formado por su prima Orla, sus amigas Claire y Michelle, y el primo inglés de esta última, James. Erin vive en la misma casa con sus padres, su abuelo materno, su tía y su prima.
La historia se desarrolla en la década de 1990 y está marcada por el final del conflicto de Irlanda del Norte, que tuvo en Derry a uno de sus más tristes protagonistas: la ciudad ha estado tradicionalmente dividida entre barrios católicos —quienes la llaman Derry— y protestantes —Londonderry—, y ha sido foco de conflictos como la batalla del Bogside (1969) o el Domingo Sangriento (1972). A pesar de ello, la mayoría de las historias están relacionadas con la adolescencia y la transición hacia la madurez. La propia autora, Lisa McGee, es norirlandesa y se basó en su infancia para perfilar la mayoría de las historias.
El elenco protagonista está formado por gente que ya había interpretado algunos papeles en series británicas e irlandesas, mientras que los secundarios son defendidos por gente con experiencia. Entre ellos cabe destacar a Ian McElhinney (Game of Thrones), Tommy Tiernan (The Tommy Tiernan Show), Tara Lynne O'Neill (EastEnders) y Ardal O'Hanlon (Father Ted).

## Elenco y personajes

### Principales
- Erin Quinn (Saoirse-Monica Jackson): La protagonista de la historia es una adolescente pasional y ambiciosa, aunque también tiende a preocuparse mucho sobre cómo la perciben los demás. Su sentido del humor y su carácter sarcástico tienden a meterle en problemas.
- Orla McCool (Louisa Harland): Es la prima de Erin y una de sus mejores amigas, a pesar de que ambas vivan en la misma casa. Se trata de una persona callada, calmada e ingenua. Además tiene tanto autoestima que no le importa lo que piensen los demás. Le gusta invadir la privacidad de Erin por diversión.
- Clare Devlin (Nicola Coughlan): La mejor amiga de Erin, así como la voz de la razón ante las situaciones más disparatadas. Su carácter le lleva a sentirse más intimidada ante los adultos que el resto de sus amigas. Al final de la primera temporada sale del armario y desvela que es lesbiana.
- Michelle Mallon (Jamie-Lee O'Donnell): La joven más alocada, malhablada y problemática del grupo, que tiende a meterlos a todos en apuros. No obstante, también ha demostrado ser una persona leal con sus amigas. A lo largo de la serie es la más interesada por el sexo, las drogas y el alcohol, y también tiende a no respetar ninguna figura de autoridad, incluyendo a su propia madre.
- James Maguire (Dylan Llewellyn): Es el primo materno de Michelle; un inglés de ascendencia irlandesa que se ha criado en Londres, pero que debe vivir en Derry con su tía y su prima. James siente que no encaja en Irlanda del Norte por su origen inglés y por ser el único chico matriculado en la escuela femenina, pero al final termina siendo aceptado por el grupo de amigas.

### Secundarios
- Mary Quinn (Tara Lynne O'Neill): Es la estricta madre de Erin, que no tolera ninguna actitud rebelde por parte de su hija, pero es amorosa y generalmente solo quiere lo mejor para su familia. Ha estado casada con Gerry por 17 años.
- Gerry Quinn (Tommy Tiernan): Es el padre de Erin y esposo de Mary. Es leal y protector con su familia. Tiene una relación tensa con su suegro.
- Sarah McCool (Kathy Kiera Clarke): Es la madre de Orla y la hermana de Mary. Sarah es cariñosa pero algo tonta y poco sutil. Aunque se preocupa por Orla, es una madre despreocupada. Al igual que su hija, pasa la mayor parte de su tiempo en la casa de su hermana.
- Joe McCool (Ian McElhinney): Es el padre de Mary y Sarah y el abuelo de Erin y Orla. Se mudó con la familia de su hija tras la muerte de su esposa. Joe deprecia a su yerno, Gerry, a quien constantemente critica y menosprecia.
- Hermana Michael (Siobhán McSweeney): Es la monja directora del Colegio Nuestra Señora Inmaculada. Es sarcástica y muy severa.

### Recurrentes
- Jenny Joyce (Leah O'Rourke): Es la delegada del Colegio Nuestra Señora Inmaculada. Desprecia a Erin y sus amigos, es soplona y siempre busca delatarlos.
- Aisling (Beccy Henderson): Es la mejor amiga de Jenny Joyce.
- Miss Mooney (Claire Rafferty): Es la asistente de la hermana Michael.
- Deirdre Mallon (Amelia Crowley): Es la madre de Michelle y la tía de James, es enfermera.
- Colm (Kevin McAleer): Es el hermano de Joe y tío de Mary y Sarah, a quien la familia considera extremadamente aburrido.
- Geraldine Devlin (Philippa Dunne): Es la madre de Clare Devlin.
- Dennis (Paul Mallon): Es el agresivo propietario de la tienda que las chicas frecuentan.
- Padre Conway (Peter Campion): un cura joven del que la mayoría de las chicas (y James) están obsesionadas.

### Artistas invitados
- Inspector Byers (Liam Neeson)[10]
- Agente Reid (Serena Terry)[11][12]

## Episodios
| Temporada | Temporada | Episodios | Emisión original    | Emisión original     |
| Temporada | Temporada | Episodios | Inicio              | Final                |
| --------- | --------- | --------- | ------------------- | -------------------- |
|           | 1         | 6         | 4 de enero de 2018  | 8 de febrero de 2018 |
|           | 2         | 6         | 5 de marzo de 2019  | 9 de abril de 2019   |
|           | 3         | 7         | 12 de abril de 2022 | 18 de mayo de 2022   |

## Recepción
Derry Girls se ha convertido en la serie de televisión más vista en Irlanda del Norte desde que se tienen registros, con un 54% de cuota de pantalla en términos generales y un 64% entre el público objetivo de 16 a 34 años. A raíz del éxito de audiencia del primer episodio, Channel 4 confirmó la segunda temporada y vendió los derechos de emisión internacional a Netflix.
Las valoraciones de la crítica especializada han sido positivas en términos generales. El diario The Guardian ha valorado su autenticidad, su visión de la adolescencia, y su capacidad para explicar el día a día de la sociedad norirlandesa, con los mismos sueños y preocupaciones que el resto del país.
La serie ha sido galardonada como «mejor comedia» en los Premios de la Televisión Irlandesa de 2018 y en los de la Royal Television Society de 2019.